# Ferrari Purosangue
El Ferrari Purosangue (español: purasangre, pronúnciese: purosangüe) —código de fábrica F175— es un automóvil tipo vehículo deportivo utilitario producido y desarrollado por la fábrica italiana de automóviles Ferrari a partir de 2022.  El fabricante define al coche meramente como un "deportivo."
Es el primer vehículo de este tipo producido por el fabricante italiano, así como el primer Ferrari equipado con 5 puertas y 4 plazas.

## Nombre
Se eligió el nombre Purosangue para indicar que, a pesar de la carrocería y la configuración de todoterreno, el vehículo mantiene las mismas características que distinguen a los demás deportivos de la casa.
En 2020, el nombre fue objeto de una disputa legal debido a la existencia y uso del mismo por parte de una organización benéfica deportiva.

## Antecedentes
Después de algunos años de rumores sobre la creación de un cuatro por cuatro con la marca Ferrari, que se remontan al 2017, antes del fallecimiento de Sergio Marchionne, con el nombre "Ferrari Utility Vehicle" o "FUV", la camionetilla fue primero revelada por primera vez en marzo de 2022, con la difusión de unas imágenes oficiales, y posteriormente presentada oficialmente al público el 13 de septiembre de 2022 (aunque ya había habido una filtración de imágenes en febrero).  Indirectamente sustituyó al GTC4Lusso, un cupé familiar deportivo producido 2016 a 2020.  Se anticipaba que las entregas a consumidores iniciasen en el segundo trimestre de 2023.  En 2022, la fábrica aspiraba a que el Purosangue llegase a constituir una quinta parte de su producción, pero no más.

## Diseño e interior

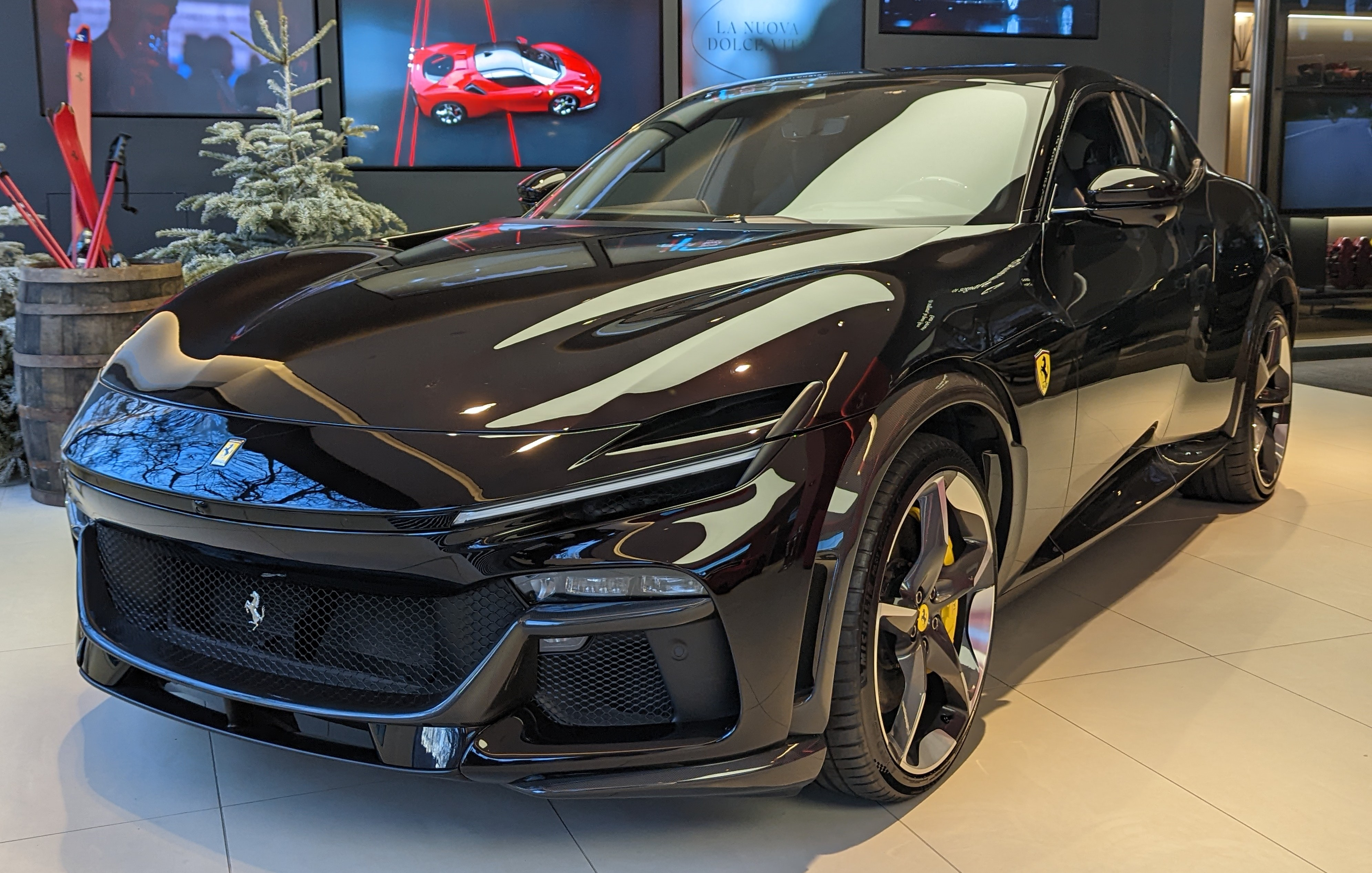
Ferrari Purosangue

El diseñador es Flavio Manzoni.  Este vehículo presenta una particular interpretación del automóvil todocamino, tendiendo más hacia el mundo de los monocascos todoterrenos debido a sus volúmenes, que remiten a los de los combi cupé y los escotilla trasera, y la presencia de características típicas de GT como la capacidad trasera.
La parte delantera tiene faros divididos, con las luces diurnas LED dispuestas arriba y conectadas por una delgada toma de aire, que desemboca en un conducto lateral a la altura del emblema de Ferrari, y los grupos ópticos principales en cambio colocados debajo junto con la parrilla donde está el logo del caballo y las dos tomas de aire laterales. La vista lateral, en cambio, se caracteriza por la línea de cintura alta y la presencia de pasos de rueda en color de contraste que marcan un desprendimiento del resto de la carrocería, dotados de puertas con apertura de armario con tirador trasero integrado en el marco de la puerta, evocando al 308 GTS; en la parte trasera, en cambio, hay dos luces laterales similares a las del 296 GTB y conectadas entre sí por una tira de LED, una escotilla trasera con alerón integrado y un difusor con un par de escapes gemelos a cada lado.
El habitáculo está equipado con cuatro plazas con otros tantos sillones, techo corredizo oscurecible electrónicamente y un maletero de 473 litros, al que se accede a través del portón trasero de accionamiento eléctrico.
En el salpicadero no hay pantalla central para el sistema multifunciones, sino un rotor retráctil que controla, junto a otras teclas táctiles, la climatización; delante de la posición del pasajero/navegante hay una pantalla de 10.2 pulgadas, mientras que la instrumentación del conductor consiste en una pantalla digital de 16 pulgadas.
Lujo con materiales amigables con el planeta
El 85% de la tapicería está hecho de poliamida reciclada de redes de pesca recuperadas de los océanos y de Alcántara ecológica. La Alcántara utilizada cuenta con certificación Recycled Claim Standard (RCS) de ICEA, una norma que verifica el material reciclado y lo rastrea desde la fuente hasta el producto final.

## Especificaciones técnicas
El coche está impulsado por un motor de gasolina V12 de aspiración natural (código F140IA) montado en la posición central delantera y derivado del utilizado en el 812 Superfast con el que comparte el volumen de 6,5 litros, pero ampliamente revisado con nuevos cigüeñales y levas., para adaptarse a una carrocería completamente diferente; de hecho, entrega 725 CV a 7750 rpm y desarrolla un par de 716 Nm (528 lb-pie) a 6250 rpm, con el limitador ajustado a 8250 rpm. Homologado Euro 6D, el F140IA permite que el coche dispare de 0 a 100 km/h en 3,3 segundos y roza una velocidad punta de 310 kilómetros por hora
El motor se combina con una transmisión Ferrari DCT de cárter seco de ocho velocidades, emparentado con el del SF90 Stradale e instalado 15 mm más bajo que el GTC4 Lusso, lo que permite una mejora del rendimiento del 35% gracias a la presencia de nuevos embragues capaces de soportando hasta 1.200 Nm al cambiar de marcha. El sistema de tracción en las cuatro ruedas se toma del GTC4Lusso y consta de dos cajas de cambios, una transeje de 8 velocidades montada en la parte trasera y una segunda montada en la parte delantera conectada directamente al motor de dos velocidades. Al hacerlo, la distribución del peso se sitúa en un 49 % en la parte delantera y un 51 % en la parte trasera.
En cuanto a las suspensión, hay un pistón hidráulico de 48V instalado en cada amortiguador, capaz de regular de forma autónoma la altura y la rigidez en compresión y extensión hasta 15 veces por segundo. También hay un sistema de dirección en las cuatro ruedas derivado del 812 Superfast.